# Nangavalli
Nangavalli es una ciudad y nagar Panchayat situada en el distrito de Salem en el estado de Tamil Nadu (India). Su población es de 10809 habitantes (2011). Se encuentra a 30 km de Salem y a 55 km de Erode.

## Demografía
Según el censo de 2011 la población de Nangavalli era de 10809 habitantes, de los cuales 5505 eran hombres y 5304 eran mujeres. Nangavalli tiene una tasa media de alfabetización del 74,48%, inferior a la media estatal del 80,09%: la alfabetización masculina es del 81,19%, y la alfabetización femenina del 67,46%.